# Madame Hyde
Madame Hyde è un film del 2017 diretto da Serge Bozon.
Ha vinto il Pardo per la miglior interpretazione femminile al Festival di Locarno 2017.

## Trama
Professoressa di una scuola professionale, Madame Géquil è vittima di scherzi sia da parte degli studenti che dei colleghi. Durante una notte di tempesta viene colpita da un fulmine che piano piano trasforma la sua personalità che diventerà sempre meno remissiva.